# أوسكار ميركادو
أوسكار ماوريسيو ميركادو ولد في 16 ديسمبر 1994 هو لاعب بيسبول أمريكي كولومبي محترف في منظمة لوس انخلوس . لقد لعب في دور البيسبور الرئيسي م ل ب لفريقكليفلاند انديانز . لقد مثل فريق البيسبول الوطني الكولومبي في بطولة البيسبول لكلاسيكي لعام 2017.

## وقت مبكر من الحياة
ولد ميركادو في قرطاجنة، كولومبيا. كان والده، أوسكار الأب، يلعب كرة القدم ويعمل كمقاول عام. لديه أخ أكبر، خوان، وأخت توأم، ناتاليا. هاجرت عائلته إلى الولايات المتحدة عندما كان عمره سبع سنوات بتأشيرة عمل والده، واستقرت في تامبا، فلوريدا.
التحق ميركادو بمدرسة جاثر الثانوية في تامبا، فلوريدا. لقد التزم بلعب البيسبول الجامعي في جامعة ولاية فلوريدا.